# ウォーフォーサイバートロン
トランスフォーマー ウォーフォーサイバートロン(Transformers WAR FOR CYBERTRON)とは、海外ではハズブローにより2018年に発売され、日本ではタカラトミーが2019年2月に発売を開始した、トランスフォーマーの玩具シリーズである。「GENERATIONS」ラインを受け継ぎ旧作の登場キャラを今風にアレンジする3部作であることもそのまま「パワーオブザプライム」より引き継がれる。略称は「WFC」または「WFCT（「ウォーフォーサイバートロントリロジー」として）」。
2020年にはアニメ化もされている。(「トランスフォーマー:ウォー・フォー・サイバトロン・トリロジー」)

## 概要
「TRANSFORMERS」シリーズ30周年を期にスタートした「G1キャラクターのリメイクライン」の2018～20版ラインで「シージ/SEIGE」「アースライズ/EARTHRISE」「キングダム/KINGDOM」の一連のシリーズよりなるライン。
商品の特徴としてそれまであまり顧みられてこなかったダメージ表現（シージ）や武器や基地に変形する新カテゴリーアイテムが取り入れられている。（「シージ」「アースライズ」ウェポナイザー・バトルマスター「キングダム」フォッシライザー）。
各シリーズで基本的なベースラインはあるが、「マルチバース的世界観」が根底にあるため、一部世界観の違うキャラクターも混入することがある。（「シージ」ギャラクシーアップグレード オプティマスプライム）本シリーズでは初めてセイバートロンの宇宙船アーク/Arkがオートボットのトランスフォーマーとしてラインナップされた。また、クラウドファンディングによる商品開発も行われ、『Haslabトランスフォーマー WAR FOR CYBERTRON ユニクロン』が発売される。ユニクロンはそれまでの変形玩具史上最大サイズを誇っていたフォートレスマキシマスの全高60cmを優に超える全高69cmという超巨大サイズの製品となりサイズにおいても価格においてもTF史上最大級の商品となった。
日本国内での製品の販売形式は『パワーオブザプライム』と同様の「海外製品輸入販売仕様」であるが、一部日本向け説明書同梱の製品もある。
シリーズ3部作は好評を博しその路線は続く『TRANSFORMERS LEGACY』に引き継がれる。